# Bob Thompson
Pour les articles homonymes, voir Thompson.
Bob Thompson, né le 26 juin 1937 à Louisville dans le Kentucky, et mort le 30 mai 1966, était un peintre figuratif afro-américain connu pour ses toiles audacieuses et colorées, dont les compositions ont été reprises des Vieux Maîtres. Son art a également été décrit comme la synthèse de chefs-d'œuvre baroques et de la Renaissance avec le mouvement   expressionniste abstrait influencé par la musique de jazz.
Il a été prolifique au cours de ses huit années de carrière, produisant plus de 1 000 œuvres avant sa mort à Rome, en Italie, en 1966. Le Whitney Museum de New York a organisé une rétrospective de son travail en 1998. Ses œuvres font partie de nombreuses collections privées et publiques à travers les États-Unis.

## Biographie

### Jeunesse
Robert Louis Thompson naît le 26 juin 1937 à Louisville dans le Kentucky dans une famille de la classe moyenne, cadet de trois enfants. Il a deux sœurs aînées, Cécile et Phyllis. Sa mère est institutrice, son père possède une jeune entreprise de nettoyage à sec.
Peu après sa naissance, la famille déménage à Elizabethtown, dans le Kentucky, où son père travaille pour une entreprise de nettoyage à sec, avant d'ouvrir sa propre affaire. Le père de Thompson le dissuade de fréquenter les familles noires à faibles revenus. En conséquence, lui et ses deux sœurs grandissent dans un relatif isolement social.
Son père, qui avait étendu son activité de nettoyage à sec à un second site, meurt dans un accident du camion de livraison qu'il conduisait. Thompson, âgé de 13 ans, retourne à Louisville pour vivre avec sa sœur aînée, Cécile, et son mari, qui l'initient à l'art et au jazz. Thompson devient étudiant en médecine à l'l'Université de Boston (1955-56), mais abandonne après un semestre et retourne à l'Université de Louisville (1957-58), où il a étudié la peinture sous la direction de l'artiste expressionniste allemand Ulfert Wilke. Parmi ses professeurs figurent l'artiste expressionniste allemand Ulfert Wilke, la peintre surréaliste américaine Mary Spencer Nay et le peintre et vitrailliste allemand Charles Crodel, alors professeur invité. Les deux cours que Thompson a suivis avec Dario Covi, qui incluaient l'art de la Renaissance, et le cours de dessin d'après nature qu'il a suivi avec Eugene Leake, ont été particulièrement influents.
En 1958, Nay propose à Thompson de passer l'été dans la communauté d'artistes de Cape Cod à Provincetown, MA. Il y étudie à l'école d'art Seong Moy et rencontre l'artiste multimédia Red Grooms et la peintre Dodie Müller, veuve de Jan Müller, dont il admire les peintures figuratives et expressionnistes
En décembre 1960, Thompson épouse Carol Plenda, qui soutient son talent et tente de résoudre les problèmes rencontrés au cours de leur mariage, notamment la consommation de drogues de Thompson.

### Carrière
En 1958, après son été à Provincetown, il s'installe à New York, où, en plus de renforcer des liens avec les artistes new-yorkais qu'il avait rencontrés au Cape Cod, il se lie d'amitié avec des musiciens de jazz tels que Charlie Haden et Ornette Coleman, tout en fréquentant régulièrement les clubs de jazz "The Five Spot" et les "Slugs". Il s'est également lié d'amitié avec les écrivains Allen Ginsberg et LeRoi Jones, en plus de ses collègues artistes Lester Johnson (en), Red Grooms, Mimi Gross (en), Marcia Marcus (en) et Allan Kaprow, avec qui il a participé à certains des premiers happenings.
En 1960, il réalise sa première exposition personnelle au Delancy Street Museum et plus tard à la Martha Jackson Gallery où il expose en 1963-1964 et 1965. En 1965, Thompson expose à la Donald Morris Gallery de Detroit, ce qui suscite un vif intérêt pour son travail chez les collectionneurs locaux. En 1968, la New School organise une exposition personnelle de son travail, de même que le Speed Art Museum en 1971.

### Vie personnelle et décès
Durant la carrière de Thompson, de la fin des années 1950 aux années 1960, sa carrière artistique lui offre de nombreuses opportunités, telles que des fêtes et des événements qui n'étaient pas possibles pour des personnes dans sa position, mais Thompson devient rapidement dépendant de l'héroïne, ce qui se transforme plus tard en une dépendance totale qui provoque des événements tragiques dans la vie et la santé mentale de Thompson.
En 1961, Thompson reçoit une bourse de la Whitney Foundation, ce qui lui permet, ainsi qu'à sa femme, de partir en Europe. Ils se rendent à Londres, à Paris (où ils séjournent à l'hôtel appelé "Beat Museum") et en Espagne, où ils s'installent à Ibiza. Thompson voulait s'inspirer des Vieux Maîtres européens, et peut-être aussi voulait échapper à la drogue. Cependant, sa consommation de drogues a fait des ravages. Il meurt le 30 mai 1966 à Rome, d'une surdose d'héroïne à la suite d'une opération de la vésicule biliaire. Alors que Thompson avait une carrière relativement courte avant sa mort prématurée, il a quand même réussi à réaliser un millier de peintures et dessins.

## Style artistique
Bien que, en tant que peintre figuratif, Thompson aille à l'encontre de la tendance de l'expressionnisme abstrait qui dominait l'art à l'époque, il s'est inspiré de l'énergie audacieuse des œuvres de l'expressionnisme abstrait.
Pendant ses études et au début de sa carrière, Thompson a passé beaucoup de temps à visiter des musées et à s'inspirer d'œuvres d'art antérieures. L'un de ses principaux objectifs artistiques était de réinterpréter les thèmes et les sujets des anciens maîtres. En synthétisant les chefs-d'œuvre du baroque et de la Renaissance avec le mouvement expressionniste abstrait et son intérêt et son engagement pour la culture contemporaine, notamment le jazz, la poésie et les arts, Thompson a réussi à rendre l'art du passé plus pertinent pour le public contemporain - et particulièrement afro-américain. 
Au début de sa carrière, il peignait généralement de grands groupes de personnages dans des tons principalement terreux. À partir de 1963, il s'attache à peindre des événements uniques et centraux dans des couleurs plus vives. Il commence à peindre de manière plus expressive, en combinant des symboles et des thèmes traditionnels avec sa propre imagination. Sur le plan thématique, Thompson s'inspire de la dichotomie entre le bien et le mal ainsi que de la relation entre l'homme et la nature. Ses figures sont souvent multicolores et plates et reflètent de nombreux éléments de base du mouvement expressionniste abstrait.
Bien qu'il n'ait pas été aussi directement actif dans le mouvement des droits civiques que certains artistes noirs des années 1960, les amitiés étroites de Thompson et ses associations avec les figures et les thèmes culturels de l'époque ont trouvé une expression audacieuse dans sa peinture. Son tableau « L'Execution » de 1961 représente un lynchage, faisant explicitement référence à la résistance violente et raciste aux droits civiques, tout en rendant hommage à la Flagellation du Christ de Piero della Francesca. Thompson a rendu hommage aux artistes et institutions noirs en réalisant en 1964 le portrait de son ami de longue date, poète, écrivain et dramaturge, LeRoi Jones (« LeRoi Jones and Family ») ; « The Hairdresser » (1962-63) ; « The Beauty Parlor (1963) ; et Homage to Nina Simone, une pièce dédiée à la chanteuse et militante des droits civiques, qu'il admirait et avec qui il s'était lié d'amitié durant l'été 1965. Cette œuvre, peinte cette année-là, fait partie de la dernière douzaine de peintures majeures que Thompson a réalisées avant sa mort en 1966.

## Postérité
Longtemps considéré comme un « peintre de peintres », le travail de Thompson n'a cessé de gagner en reconnaissance depuis sa mort. L'exposition de 1998 des œuvres de Thompson, organisée par Thelma Golden au Whitney Museum of American Art, a largement contribué à attirer l'attention d'un public plus large sur les réalisations artistiques de l'artiste.
Dans sa critique de l'exposition pour The New York Times, la critique Roberta Smith décrit les peintures, dessins, gouaches et autres œuvres comme suit : « Dans l'ensemble, elles donnent l'impression d'un élan irrépressible, d'un jeune homme intelligent et pressé, amoureux de la peinture et de son histoire, des possibilités de l'art contemporain et de la vie elle-même ».